# Sarrabus-Gerrei
Il Sarrabus-Gerrei è una subregione della Sardegna sud-orientale.
Anticamente il territorio apparteneva al giudicato di Cagliari e alle curatorie di Sarrabus, Colostrai e Gerrei.

## Sarrabus

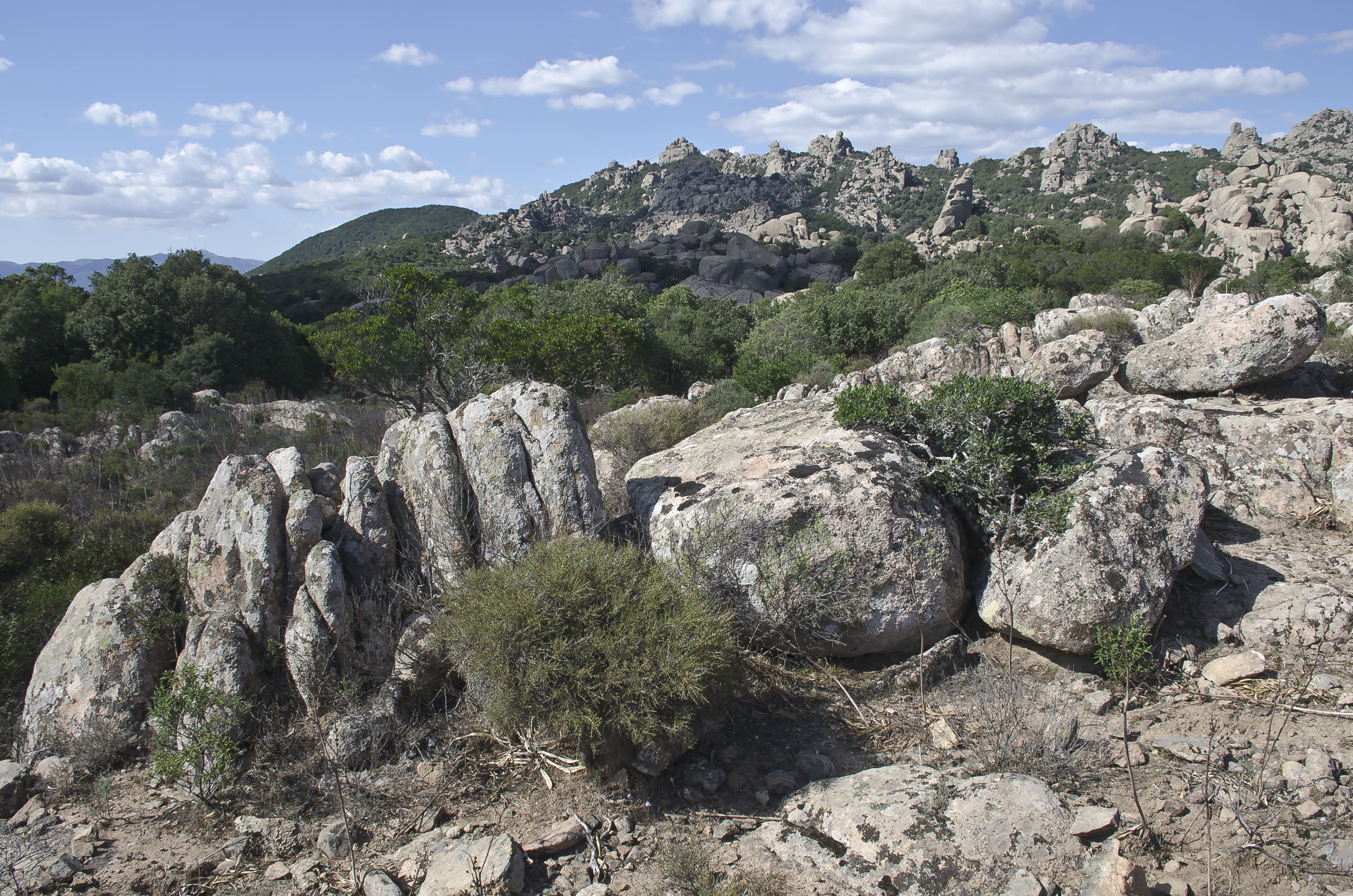
Sette Fratelli

Oggi per  Sarrabus si intende solitamente la zona geografica situata nella parte orientale della regione che corrisponde alle antiche curatorie di Sarrabus e Colostrai. Il territorio del Sarrabus  confina a nord con il Salto di Quirra e il massiccio del Cardiga, a ovest con  il Gerrei, a est con il Mar Tirreno a sud con il massiccio di Sette Fratelli, il monte Arbu, il monte Minniminni e Capo Carbonara.
I Comuni del territorio del Sarrabus sono: Burcei, Castiadas, Muravera, San Vito, Villaputzu e Villasimius.
Rispetto alla vastità del territorio, la zona è poco popolata, con una densità di molto inferiore a quella nazionale (25 abitanti/km²). Caratteristica peculiare della zona è la grande varietà di caratteri geo-morfologici: da punte come il massiccio dei Sette Fratelli (1.023 m) o a quella del Cardiga (676 m), si arriva rapidamente, attraverso valli boschive (baccus), a quote al livello del mare o con scarpate scoscese o con spiagge, stagni, piccole pianure alluvionali.

Le aree pianeggianti costiere sono dovute alla deposizione di materiale di origine alluvionale; qui si incontrano anche numerosi stagni di varia grandezza tra i quali il più importante è quello di Colostrai. L'intera area, originatasi durante Paleozoico è geologicamente molto antica.
Il Flumendosa è il fiume principale ed  attraversa il Sarrabus da nord-ovest verso sud-est, con la sua valle, prima stretta e incassata tra i monti, poi distesa in una fertile pianura alluvionale (Sa Forada). Questa conformazione si ripete costantemente, seppure più in piccolo, per tutti i corsi d'acqua, che hanno carattere torrentizio (rio Quirra, rio Picocca). Il Flumendosa, l'antico Saeprus dei romani, è il secondo fiume della Sardegna per lunghezza (127 km) ed il terzo per ampiezza di bacino (1.826 km²). In passato erano tristemente famose le sue piene, con inondazioni che hanno causato grandi danni alle persone e alle cose; la sua portata incostante, fin dagli anni '60 del secolo scorso, è regolamentata da un complesso sistema di dighe. 
 
Gli altri corsi d'acqua, non altrettanto regolati, danno luogo a periodici allagamenti, che in anni particolarmente piovosi, assumono ancora la fisionomia di vere e proprie alluvioni, specie nella valle del rio Quirra e nella pianura di Castiadas.
Le vie di comunicazione terrestri ricalcano le vecchie strade Puniche e Romane; la strada statale 125 partendo da Cagliari, attraversa il Sarrabus passando per i centri di Burcei, Muravera e Villaputzu e dirigendosi verso l'Ogliastra. Su questa strada si innesta la SS387 che attraversando San Vito si dirige verso il Gerrei, mentre Castiadas è raggiungibile mediante la Provinciale per Villasimius.

La nuova strada statale 125 Orientale Sarda mette in comunicazione Cagliari con i centri di Castiadas, Muravera, Villaputzu e San Vito proseguendo poi per l'Ogliastra. Il progetto originario prevedeva il passaggio attraverso il comune di Villasimius ma ciò è stato rifiutato dall'amministrazione locale preferendo l'asse Solanas-Castiadas attraverso il tunnel "Gutturu Frascu" ("Gutturru 'e Frascu") sotto il monte Minniminni.
Le vie di comunicazione marittime, un tempo attive nello scalo fluviale sul Flumendosa di Sarcapos (l'attuale Santa Maria di Villaputzu), di epoca  punico-romana e più recentemente di Porto Corallo a Villaputzu dove era in funzione uno scalo commerciale collegato alle attività estrattive delle prospicienti miniere.

## Gerrei
Il territorio del Gerrei corrisponde al medio corso del Flumendosa e dei suoi affluenti di destra ed è caratterizzato da una serie di altopiani e di colline.
L'ecosistema di riferimento è la macchia mediterranea nella quale si sviluppano diverse sorgenti e boschi di sughere, lecci e olivi. La zona abbonda di selvaggina (pernici, beccacce e cinghiali).
I comuni del territorio sono: Armungia, Ballao, San Basilio, Escalaplano, Goni, San Nicolò Gerrei, Silius, Villasalto.
Nel territorio sono anche compresi siti archeologici come domus de janas e complessi megalitici.

## Origini del nome
Il nome Sarrabus-Gerrei (o Gerrei-Sarrabus) è formato da due termini con distinte origini.
Il nome attuale Gerrei risulta in uso, come "Jerrei" già dal 1190. Il termine Gerrei potrebbe derivare dal protosardo "giarra" inteso come di ciottoli di natura alluvionale e in ultimo dal latino gentilizio "gerraeus" e riferito al latifondismo e agli interessi minerari della zona.
L'origine del nome Sarrabus, già presente nella liste delle curatoria del Giudicato di Cagliari, ha diverse interpretazioni, tra queste si accredita l'origine dalla degradazione del termine "Saeprus", nome originario dell'importante fiume già citato da Tolomeo e che attraversa la zona con l'attuale nome di Rio Picocca. Secondo una errata interpretazione, recentista e basata esclusivamente sulla omofonia, il nome Sarrabus dovrebbe farsi risalire alla voce is Arabus, i quali frequentemente aggredivano in incursioni sanguinose le coste della regione. Altra teoria  vede il nome Sarrabus legato a quello dell'antica divinità Sarcopos che dava anche nome all'antica cittadina fenicio-punica Sarcapos che sorgeva in prossimità di quel territorio in cui oggi è situato il comune di Villaputzu.